# Nieuwe Groedsche of Oude IJvepolder
De Nieuwe Groedsche of Oude IJvepolder is een polder ten zuiden van Groede in de Nederlandse provincie Zeeland. De polder behoort tot de Catspolders.
Deze polder werd, na de inundatie van 1583, herdijkt in 1613, waardoor een polder van 778 ha ontstond. In de polder ligt de Nieuwerkerkse Kreek en het natuurgebied De Blikken. Bij de hoeve Zaemslach ligt de Kasteelberg, een voormalige vliedberg. De Torenhoeve verwijst naar de kerktoren van het daar gelegen dorp Nieuwerkerke dat in 1585 ten onder is gegaan.
In het zuiden werd de polder begrensd door het Nieuwerhavense Gat en in het westen door het Zwarte Gat.
De polder wordt tegenwoordig begrensd door de Barendijk, de Schoondijkseweg, de Rijksweg, de Krabbedijk, de Ringdijk en de Sint Bavodijk. Aan de oostrand van de polder ligt de buurtschap Oudemenne. Naast de reeds genoemde boerderijen vindt men in de polder ook hoeven met namen als: Het Zuiden, De Bosduif, De Blikken, Blauwe Hoeve, Kreekzicht, Eikenboom en De Vlijt.